# Kościół św. Michała Archanioła w Wojsławicach
Kościół świętego Michała Archanioła – rzymskokatolicki kościół parafialny należący do dekanatu Chełm – Wschód archidiecezji lubelskiej. Znajduje się na trasie Szlaku Renesansu Lubelskiego.

## Opis

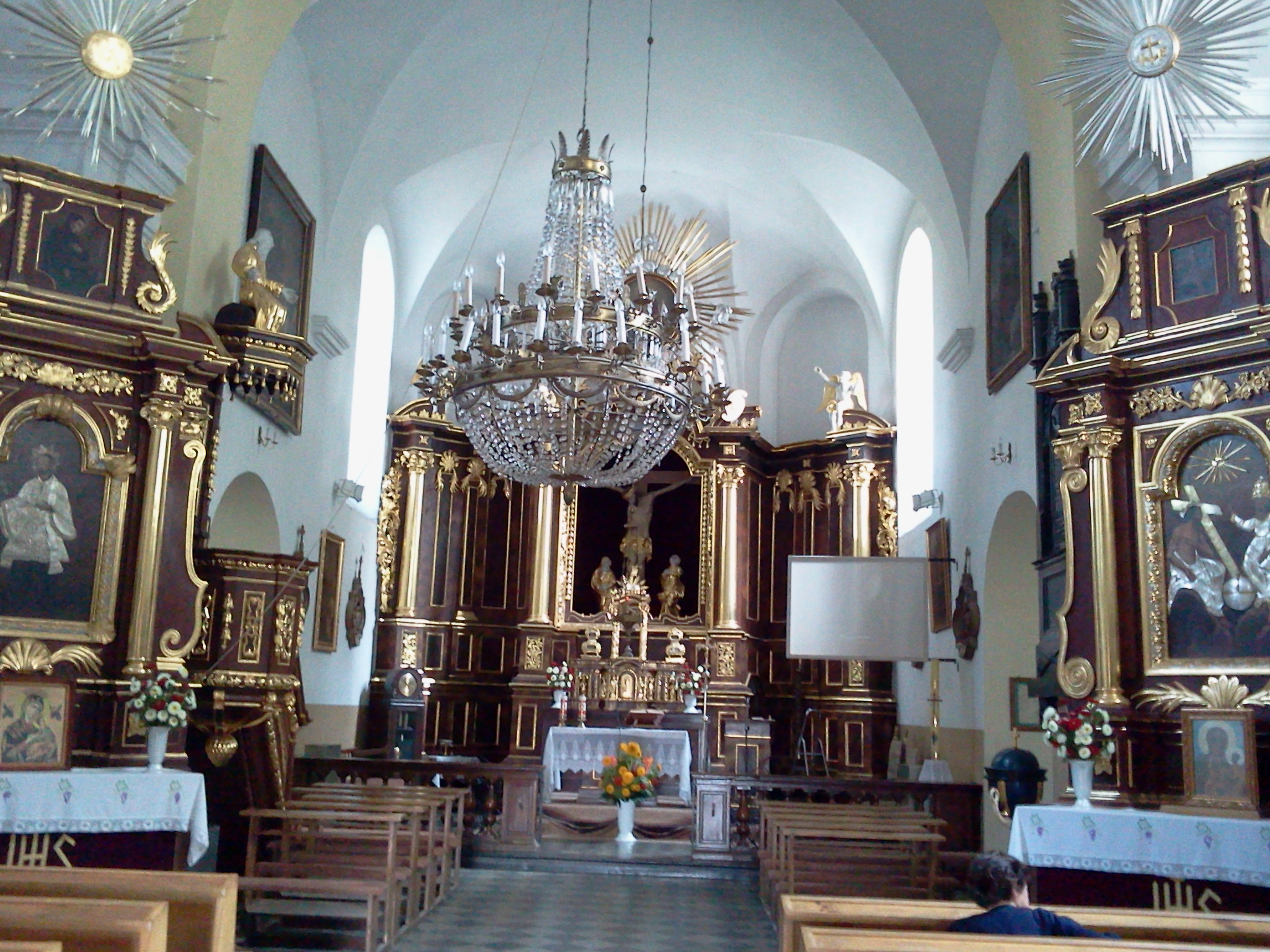
Wnętrze świątyni

Wznosi się niedaleko rynku. Jest z kamienia i cegły, jednonawowy, późnorenesansowy, zbarokizowany.
Kiedyś kościół był drewniany. Powstał prawdopodobnie w 1440 roku i nosił wezwanie NMP i Wszystkich Świętych.
Obecny murowany kościół wybudowano w latach 1595-1608 w stylu późnorenesansowym.
Fundatorem był Mikołaj Czyżowski.
Kościół był kilkakrotnie niszczony przez pożary w latach: 1671, 1736, 1840 i 1915. W czasie I wojny światowej ponownie uszkodzony. Remonty i rozbudowy kościoła wykonywano również wielokrotnie: przed 1648 rokiem, przed 1684 – dobudowano 2 kaplice, w latach 1714–1727, 1736, 1847, 1905–1915 – dobudowano 2 składziki od strony zachodniej, 1915 – dobudowano kruchtę kościelną, 1924–1932 i 1948.
Kościół ma dwie kaplice otwarte do prezbiterium arkadami, przy nawie kruchtę, wewnątrz pięć ołtarzy drewnianych. W ołtarzu głównym, późnobarokowym znajduje się figura Chrystusa Ukrzyżowanego z XVII w.
W ołtarzu bocznym prawym wisi obraz św. Franciszka Ksawerrego z XVIII w. W kaplicy południowej znajduje się ołtarz z obrazem Matki Boskiej Lewiczyńskiej, a w kaplicy północnej ołtarz z obrazem św. Antoniego. Ołtarze w kaplicach pochodzą z XIX w. Natomiast ambona regencyjna pochodzi z I połowy XVIII w., chrzcielnica późnobarokowa z XVII/XVIII w. a stare organy 10-głosowe, mają prawdopodobnie 300 lat – renowacja ich odbywała się w 1890 i 1974 roku. Na ścianach wisi kilka zabytkowych obrazów z XVI-XVIII w., tablice pamiątkowe i epitafia.
Obok świątyni znajduje się murowana dzwonnica z I połowy XVIII w., z dwoma dzwonami konsekrowanymi przez bpa Tomasza Wilczyńskiego 25 lutego 1954 roku.
Plebania pochodzi z połowy XIX wieku: parterowa, murowana, klasycystyczna, z kolumnowym gankiem od frontu. Z tego samego okresu pochodzi budynek organistówki będący kiedyś szpitalem – przytułkiem dla starców.

## Historia
Obecna świątynia została wzniesiona na początku XVII wieku i ufundowana przez Mikołaja Czyżowskiego, chorążego Ziemi Chełmskiej. Budowla była wielokrotnie niszczona w czasie pożarów oraz działań wojennych i następnie odbudowywana, uzyskując ostateczny wygląd w 1924 roku, kiedy to została przeprowadzona jej gruntowna renowacja.
Jest to budowlą jednonawowa, wzniesiona w stylu późnorenesansowym. Składa się z zamkniętego trójbocznie węższego prezbiterium, w którego przedłużeniu jest umieszczone zakrystia. Po obu stronach prezbiterium są usytuowane dwie kaplice boczne. Od frontu znajdują się dwie przybudówki niepołączone z nawą wejściami. W jednej z przybudówek jest usytuowane wejście na chór, zaś w drugiej skład sprzętów liturgicznych. Ściany w nawie są oddzielone od siebie filarami przyściennymi, natomiast nawę oddziela od prezbiterium łuk tęczowy. Nawa i prezbiterium są nakryte sklepieniami kolebkowymi z lunetami, chór muzyczny podparty jest dwoma arkadowymi filarami z murowanym parapetem. Okna zakończone są półokręgami. Dwukondygnacyjna elewacja frontowa zakończona jest szczytem ozdobionym barokowymi załamaniami. Do fasady są dobudowane wspomniane wyżej przybudówki ozdobione pilastrami w narożach, zakończone zaokrąglonymi przyczółkami z wolutami z lewej i prawej strony. Zewnętrzne ściany boczne są oddzielone od siebie pilastrami, nawę nakrywa dach dwuspadowy, prezbiterium nakrywa dach zakończony wielobocznie, jest on w całości pokryty jest blachą. Na miejscu łuku tęczowego ściana poprzeczna poprowadzona jest ponad dach i ma przekrój szczytu fasady, zwieńczona jest podobnie jak i sam szczyt dużym żelaznym krzyżem, posiadającym trójlistne zakończenie ramion.
Świątynia posiada pięć ołtarzy, wykonanych z drewna. W ołtarzu głównym, w stylu późnobarokowym, wykonanym po 1736 roku znajduje się posąg Chrystusa Ukrzyżowanego z XVII wieku, a nad nim obraz Najświętszego Serca Pana Jezusa, wykonany w XIX wieku i cztery rzeźby w postaci aniołów. W ołtarzu bocznym prawym przy łuku tęczowym znajduje się obraz św. Trójcy, wykonany w XVII wieku, w zwieńczeniu jest umieszczony obraz Chrystusa, wykonany w XVIII wieku z dwoma świętymi. Z kolei z ołtarzu bocznym lewym znajduje się obraz św. Franciszka Ksawerego, wykonany w XVIII wieku, natomiast w zwieńczeniu ołtarza obraz św. Alojzego Gonzagi. W ołtarzu kaplicy północnej znajdują się dwie rzeźby przedstawiające aniołów i rzeźba św. Michała Archanioła, patrona parafii oraz obraz św. Antoniego Padewskiego, wykonany w XVIII wieku. Ołtarz umieszczony w kaplicy południowej został wykonany w XVIII wieku i znajdują się w nim dwie rzeźby świętych oraz obraz Matki Bożej Lewiczyńskiej, oraz obraz przedstawiający św. Mikołaja, wykonany na początku XVIII wieku. Świątynia posiada także część dawnego wyposażenia, m.in. organy o 10 głosach na chórze, które zostały wykonane ponad 300 lat temu, remontowane w 1890 i 1974 roku, ambonę ozdobioną rzeźbą Chrystusa nauczającego, chrzcielnicę w stylu późnobarokowym z XVIII wieku, rzeźby Matki Bożej i św. Tekli z XVIII wieku, obraz św. Jana Chrzciciela z XVIII wieku, a także obraz komunii świętej Katarzyny ze Sieny z 1673 roku. Kościół posiada także trzy epitafia Poletyłłów, neogotyckie, wykonane z czarnego marmuru, a także epitafia lekarza Pawła Mataien.